# Milà-Sanremo 1922

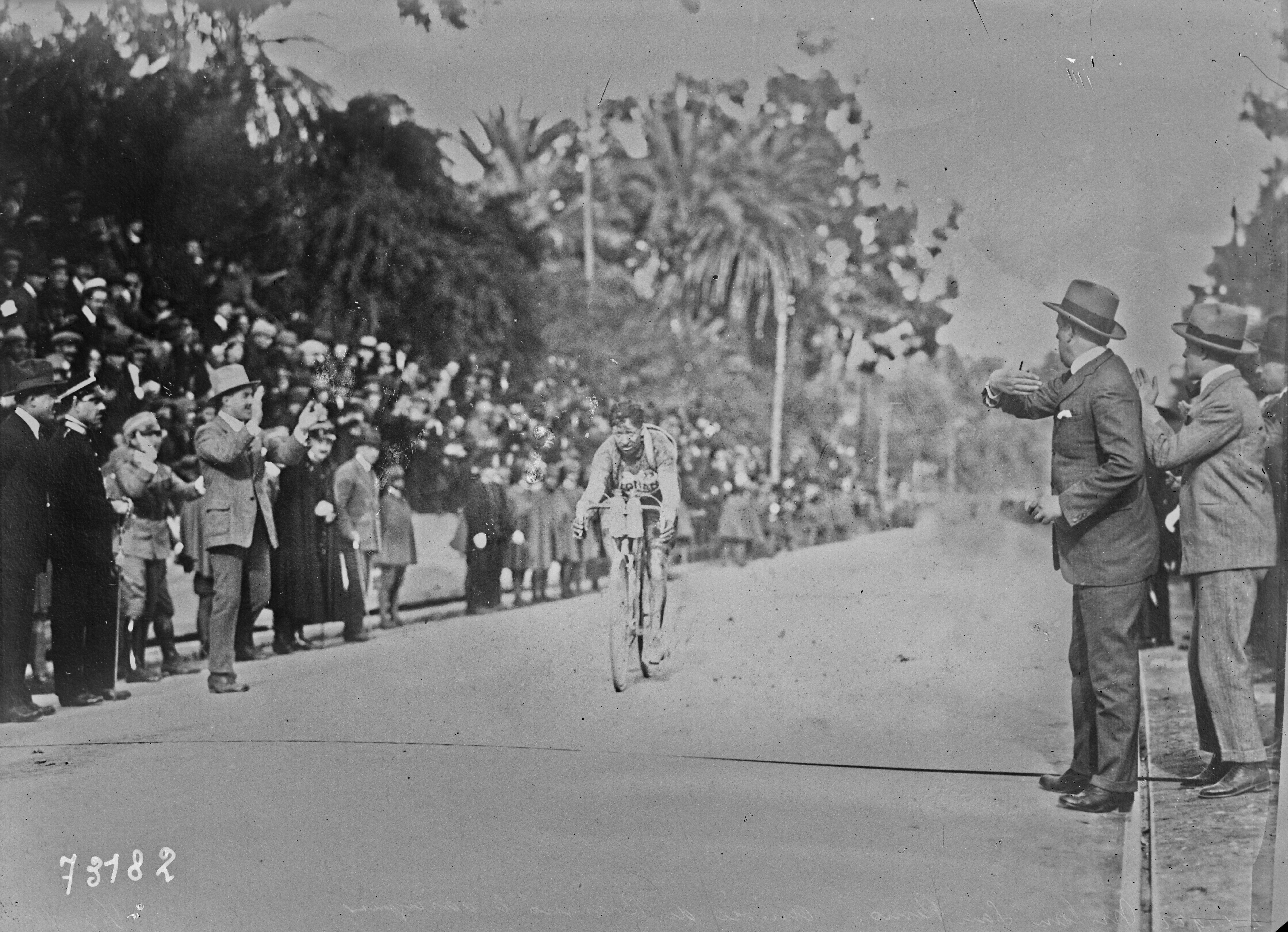
Fotografia de l'arribada de Giovanni Brunero a la meta.

La Milà-Sanremo 1922 fou la 15a edició de la Milà-Sanremo. La cursa es disputà el 2 d'abril de 1922, sent el vencedor final l'italià Giovanni Brunero.
67 ciclistes hi van prendre part, acabant la cursa 30 d'ells, tots italians.

## Classificació final
|    | Ciclista            | Equip           | Temps       |
| -- | ------------------- | --------------- | ----------- |
| 1  | Giovanni Brunero    | Legnano-Pirelli | 10h 14' 31" |
| 2  | Costante Girardengo | Bianchi-Salga   | + 22"       |
| 3  | Bartolomeo Aimo     | Legnano-Pirelli | + 39"       |
| 4  | Adriano Zanaga      | Ganna           | + 44"       |
| 5  | Alfredo Sivocci     | Legnano-Pirelli | + 10' 39"   |
| 6  | Pietro Bestetti     | Maino           | + 16' 49"   |
| 7  | Ugo Agostoni        | Legnano-Pirelli | + 24' 33"   |
| 8  | Pietro Linari       | Legnano-Pirelli | + 35' 42"   |
| 9  | Franco Giorgetti    | Legnano-Pirelli | m. t.       |
| 10 | Luigi Annoni        | Legnano-Pirelli | m. t.       |